# Unterwart

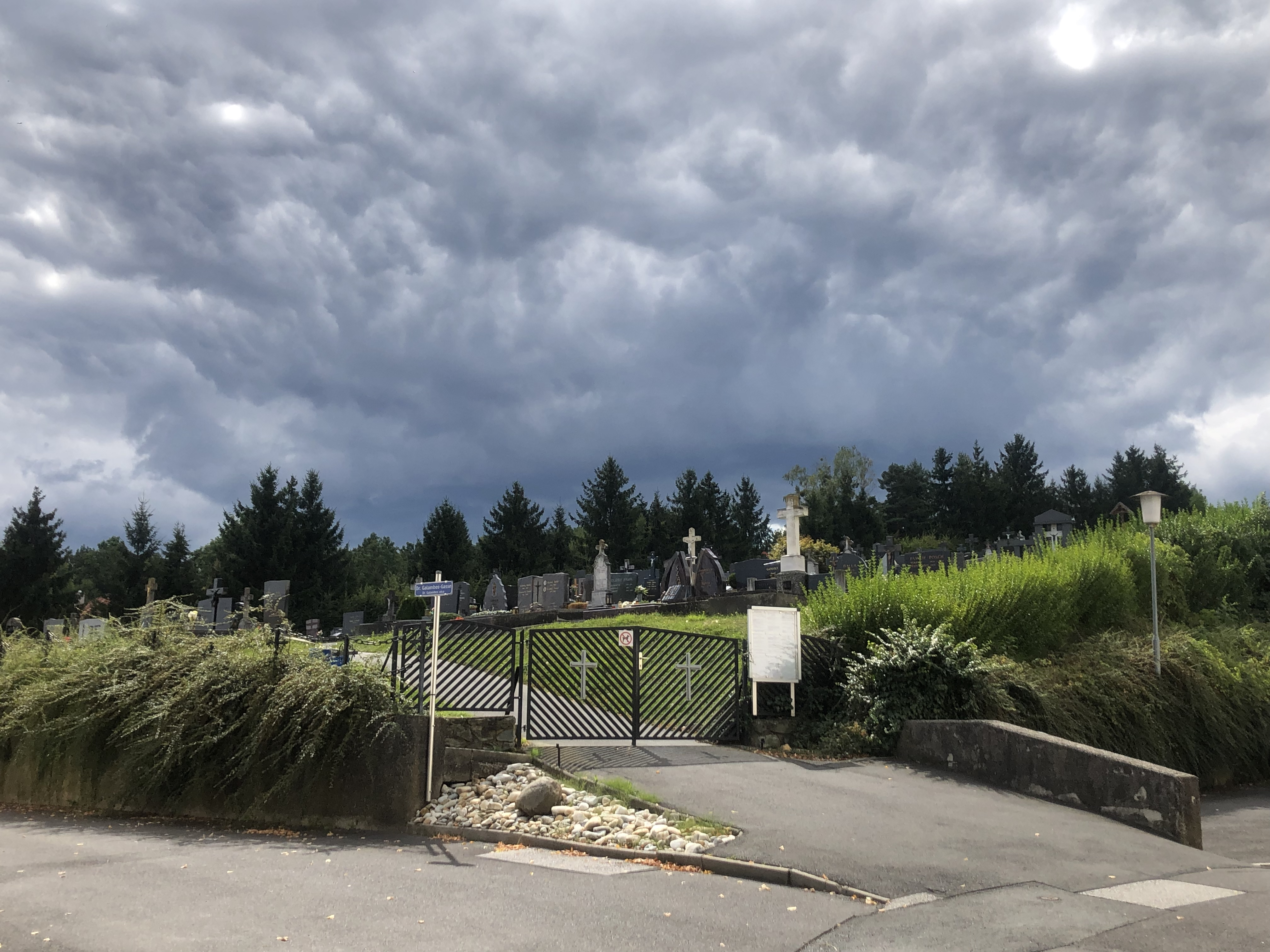
Der Friedhof in Unterwart

Unterwart (ungarisch Alsóőr, kroatisch Dolnja Borta, Dolnja Jerba, Romani elutni Erba, Tenuerba) ist eine Gemeinde im Bezirk Oberwart im Burgenland in Österreich. Der Volksgruppe der Burgenlandungarn gehören 54 % der Gemeindebevölkerung an; im Ortsteil Unterwart liegt der Anteil ungarischsprachiger Bewohner bei rund 75 %. Der deutschsprachige Anteil der Bevölkerung – vorwiegend im Ortsteil Eisenzicken beheimatet – beläuft sich auf 37,7 %. Die Gemeinde zählt auch zum Siedlungsgebiet der Burgenlandroma.

## Geografie
Die Gemeinde liegt im Südburgenland rund fünf Kilometer südöstlich der Bezirkshauptstadt Oberwart an der Pinka. Rund 47 Prozent der Fläche werden landwirtschaftlich genutzt, 42 Prozent sind bewaldet.

### Gemeindegliederung
Das Gemeindegebiet umfasst folgende zwei Ortschaften (in Klammern Einwohnerzahl Stand 1. Jänner 2024):
- Eisenzicken (259)
- Unterwart (742)

Die Gemeinde besteht aus den Katastralgemeinden Eisenzicken und Unterwart.

### Nachbargemeinden
| Oberwart    | Stadtschlaining                             |                        |
| Kemeten     | Kompassrose, die auf Nachbargemeinden zeigt |                        |
| Litzelsdorf | Oberdorf im Burgenland                      | Rotenturm an der Pinka |

## Geschichte
Der Ort gehörte wie das gesamte Burgenland bis 1920/21 zu Ungarn (Deutsch-Westungarn). Eine entsprechende ungarische Bezeichnung fehlt, da das Burgenland nie eine organisatorische Einheit innerhalb von Ungarn darstellte.
Die Gemeinde Unterwart gehörte zu jenen adeligen Siedlungen der Oberen Wart, deren Ureinwohner von den ungarischen Königen der Árpáden-Dynastie nach der Sesshaftwerdung der Ungarn und der Konsolidierung des ungarischen Staatssystems als Grenzwächter (speculatores nostri) des Gyepűsystems an der westlichen Reichsgrenze angesiedelt wurden. Diese Grenzwächter besaßen königliche Privilegien, waren frei und keiner Herrschaft untertan. Der Freiheitsbrief König Karl Roberts I. aus dem Jahre 1327 bestätigte nicht nur ihre Freiheiten, sondern schuf für sie eine eigene Warthoheit und nahm sie in den Stand des Landadels auf – bei gleichzeitiger Einweisung in ihre frühere Besitzungen zwischen den Burgen Bernstein und Güssing.
Der ungarische Reichstag bestätigte des Öfteren (1478, 1498, 1547) diese Rechte und bezeichnete die Einwohner als Adelige („cum nobiles sint regni Hungariae“).
Das Gebiet der Gemeinde Unterwart wurde bis in das 19. Jahrhundert von der örtlichen Communitas (= adelige Wirtschaftsgemeinschaft) bewirtschaftet und verwaltet. Neben der Landwirtschaft blühten auch Handel und Gewerbe. Noch im 19. Jahrhundert wurden fast alle Gewerbe- und Handelssparten ausgeübt, wie Buchbinder, Drechsler, Gerber, Hutmacher, Tsismenmacher, Watteerzeuger und andere. Die Handwerksfahne wird noch heute in der Kirche aufbewahrt.
Im Gegensatz zu den übrigen Siedlungen der Oberen Wart (Oberwart, Siget in der Wart und Jabing) war und ist die Bevölkerung der Gemeinde Unterwart immer rein katholisch gewesen. Die Gemeinde gehörte bis 1797 zur Pfarre Oberwart, wurde zuerst eine selbständige Kaplanei und 1808 eine selbständige Pfarre, wobei die örtliche Communitas die Pflichten des Patronatsherrn auf sich nahm.
Die schlechte Wirtschaftslage um die Jahrhundertwende und besonders nach dem Ersten Weltkrieg veranlasste einen Großteil der Jugend in die USA (St. Louis) auszuwandern.
Nach Ende des Ersten Weltkriegs wurde nach zähen Verhandlungen Deutsch-Westungarn in den Verträgen von St. Germain und Trianon am 10. September 1919 beziehungsweise in den Verträgen von Venedig am 13. Oktober 1921 Österreich zugesprochen. Der Ort gehört seit 1921 zum neu gegründeten Bundesland Burgenland (siehe auch Geschichte des Burgenlandes).

## Kultur und Sehenswürdigkeiten
- Pfarrkirche Unterwart

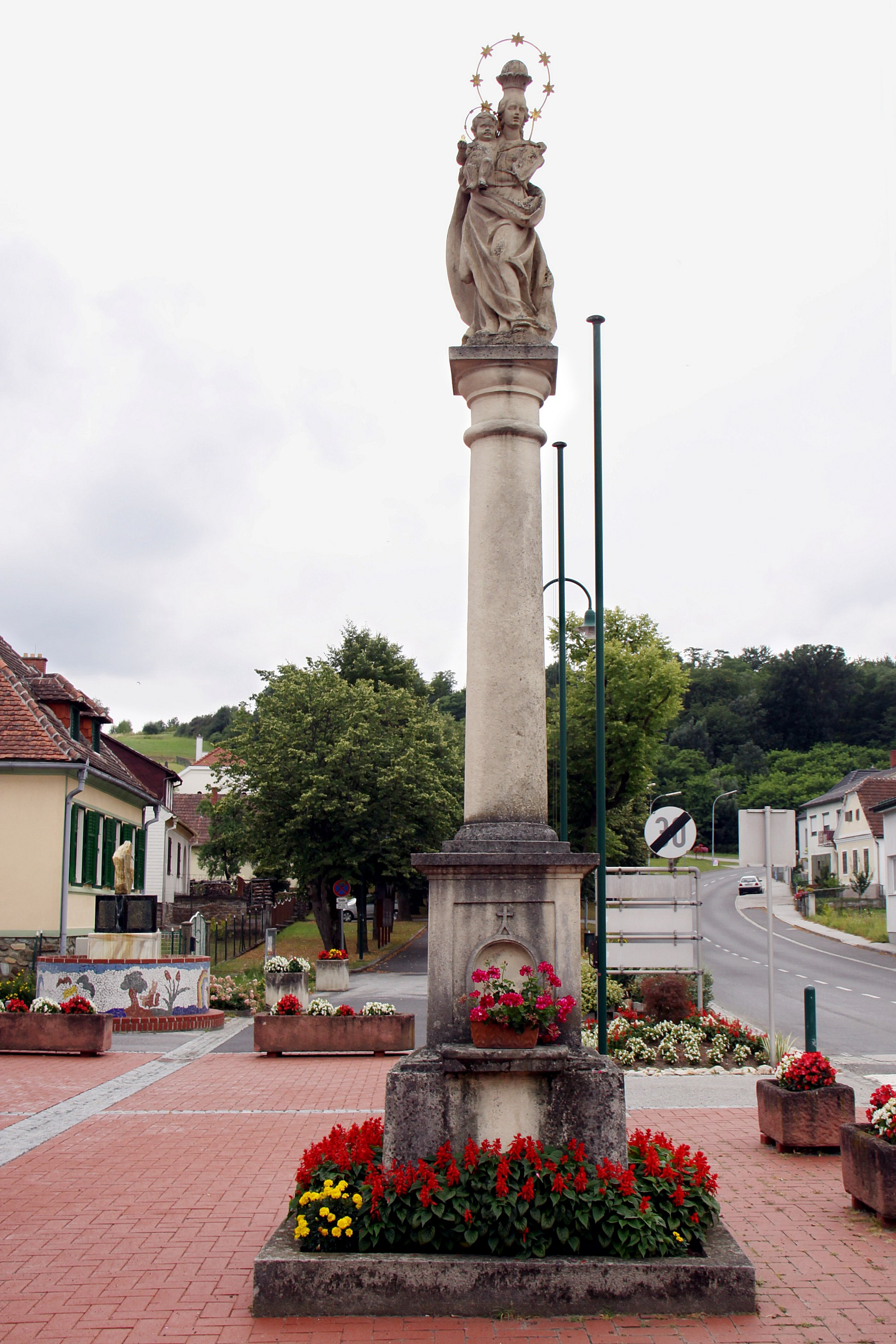
Mariensäule Unterwart

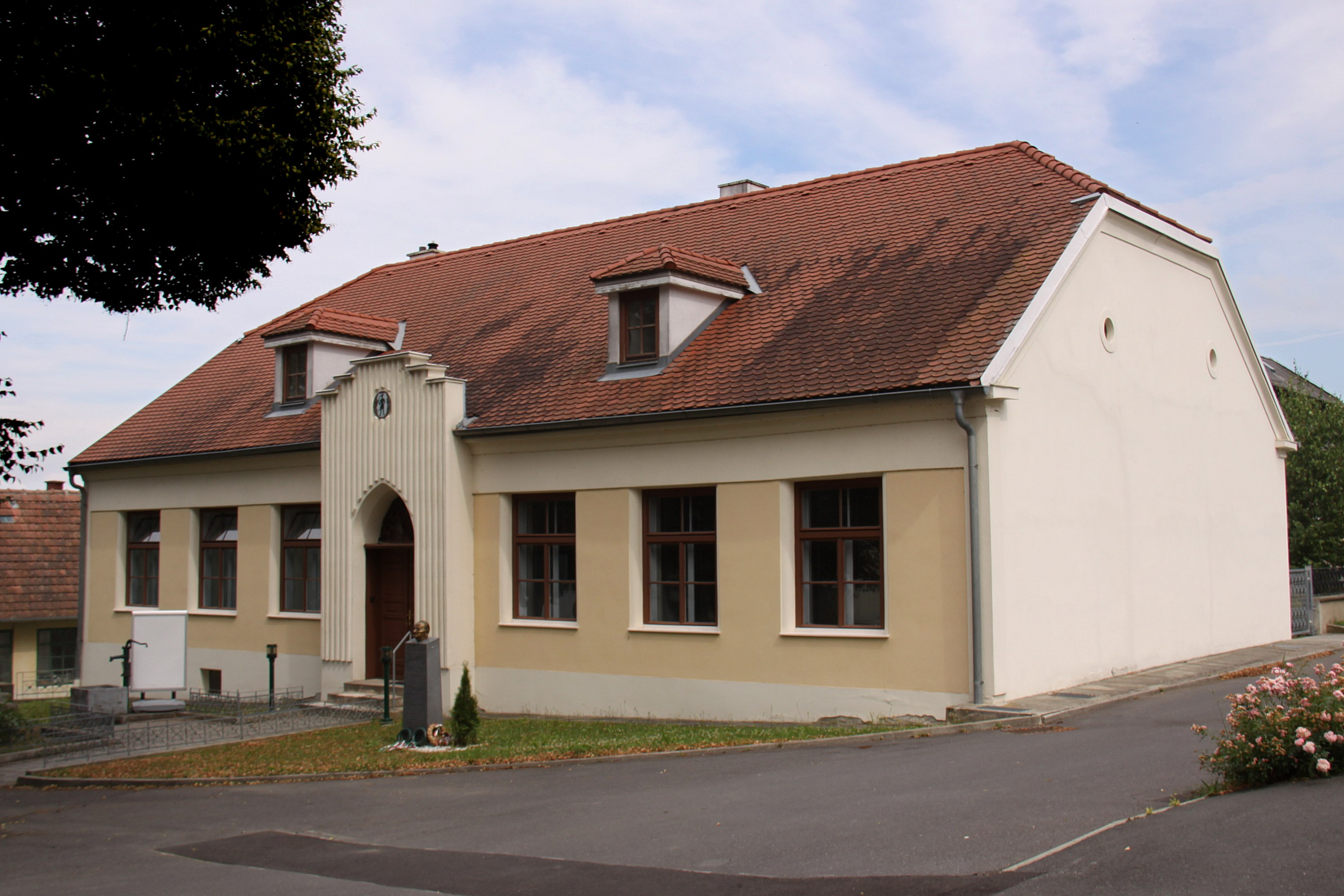
Denkmalgeschützte ehemalige Volksschule

- Die 1975 eröffnete Bibliothek im Gemeindeamt mit ihren 30.000 Bänden sowie die Eröffnung der neu ausgebauten Ungarischen Bibliothek in der „Alten Schule“ Anfang Juni 2001 trägt wesentlich neben der Schule und Kirche zur Bestandserhaltung der ansässigen ungarischen Volksgruppe bei.
- Das im Jahre 1973 eröffnete Heimatmuseum in einem typischen Arkaden-Bauernhaus bewahrt und bietet den kunsthistorisch und volkskundlich bedeutsamen bäuerlichen Gerätebestand aus dem 19. und 20. Jahrhundert dar.

## Politik

### Gemeinderat

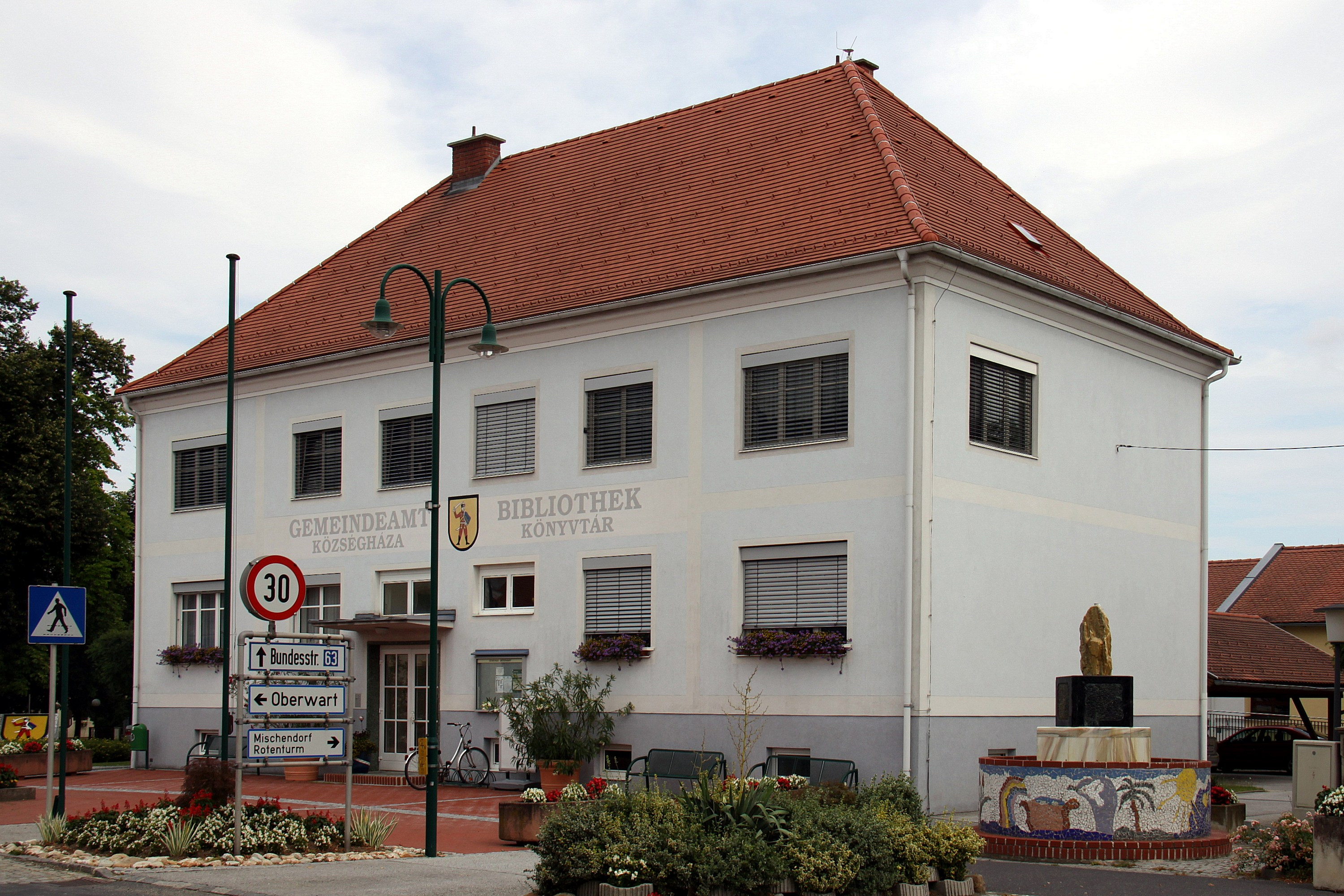
Gemeindeamt Unterwart

Der Gemeinderat umfasst aufgrund der Anzahl der Wahlberechtigten insgesamt 15 Mitglieder.
| Partei          | 2022             | 2022             | 2022             | 2017             | 2017             | 2017             | 2012             | 2012             | 2012             | 2007             | 2007             | 2007             | 2002    | 2002    | 2002    | 1997    | 1997    | 1997    |
| Partei          | Sti.             | %                | M.               | Sti.             | %                | M.               | Sti.             | %                | M.               | Sti.             | %                | M.               | Sti.    | %       | M.      | Sti.    | %       | M.      |
| --------------- | ---------------- | ---------------- | ---------------- | ---------------- | ---------------- | ---------------- | ---------------- | ---------------- | ---------------- | ---------------- | ---------------- | ---------------- | ------- | ------- | ------- | ------- | ------- | ------- |
| ÖVP             | 428              | 65,05            | 10               | 368              | 59,55            | 9                | 379              | 62,23            | 9                | 411              | 63,33            | 8                | 386     | 60,50   | 9       | 366     | 64,55   | 9       |
| SPÖ             | 230              | 34,95            | 5                | 250              | 40,45            | 6                | 230              | 37,77            | 6                | 238              | 36,67            | 5                | 241     | 37,77   | 6       | 169     | 29,81   | 4       |
| FPÖ             | nicht kandidiert | nicht kandidiert | nicht kandidiert | nicht kandidiert | nicht kandidiert | nicht kandidiert | nicht kandidiert | nicht kandidiert | nicht kandidiert | nicht kandidiert | nicht kandidiert | nicht kandidiert | 11      | 1,72    | 0       | 32      | 5,64    | 0       |
| Wahlberechtigte | 891              | 891              | 891              | 772              | 772              | 772              | 761              | 761              | 761              | 765              | 765              | 765              | 761     | 761     | 761     | 733     | 733     | 733     |
| Wahlbeteiligung | 78,79 %          | 78,79 %          | 78,79 %          | 84,33 %          | 84,33 %          | 84,33 %          | 84,36 %          | 84,36 %          | 84,36 %          | 90,33 %          | 90,33 %          | 90,33 %          | 88,70 % | 88,70 % | 88,70 % | 86,36 % | 86,36 % | 86,36 % |

### Gemeindevorstand
Neben dem Bürgermeister Hannes Nemeth (ÖVP) und dem Ortsvorsteher Eisenzicken Andreas Craighero (ÖVP) gehören weiters die geschäftsführenden Gemeinderäte Reinhard Raba (ÖVP) und Udo Seper (ÖVP) dem Gemeindevorstand an.
Udo Seper (ÖVP) wurde zum Umwelt- und Sicherheitsgemeinderat gewählt.

### Bürgermeister
Bürgermeister ist seit der Bürgermeisterdirektwahl am 2. Oktober 2022 Hannes Nemeth (ÖVP).
Nachdem der damals 69-jährige Josef Horvath (ÖVP), der seit 1997 der Gemeinde vorstand, im Februar 2017 ankündigte, aus Altersgründen nicht mehr zu kandidieren, wurde als Kandidatin der ÖVP Klara Liszt nominiert, die mit 66 Jahren ebenfalls bereits das Pensionsalter erreicht hatte. Bei der Bürgermeisterdirektwahl am 1. Oktober 2017 musste sie gegen den 63-jährigen Robert Polzer (SPÖ) antreten, der seit etwa 2001 Vizebürgermeister war und der im November 2016 erklärte, nicht mehr antreten zu wollen. Liszt gewann mit 57,10 % gegen Polzer, der 42,90 % erreichte. Robert Polzer wurde in der konstituierenden Sitzung des Gemeinderats neuerlich zum Vizebürgermeister gewählt und ging damit in seine vierte Amtsperiode.
Bei der Wahl 2022 wurde Hannes Nemeth mit 68,08 Prozent der Stimmen im ersten Wahldurchgang zum Bürgermeister gewählt.
Leiter des Gemeindeamts ist Ewald Szabo.
Liste der Bürgermeister:
- 1997–2017 Josef Horvath (ÖVP)
- 2017–2021 Klara Liszt (ÖVP)
- seit 2021 Hannes Nemeth (ÖVP)[16]

### Wappen
|  | Die Verleihung des Gemeindewappens erfolgte 5. April 1994. Blasonierung: „Im goldenen Schild eine männliche Gestalt in roter Kleidung mit goldenen Schnüren und goldenem Riemen, silbernem Gürtel und silberner Schwertscheide, blauem, golden verschnürten und silbern verbrämten Dolman, schwarzem, silbern verbrämten Kalpak und schwarzen Stiefeln, in ihrer Rechten ein silbernes Schwert schwingend.“ |

## Persönlichkeiten
- Adalbert Görcz (1921–1990), Angestellter und Politiker
- Johann Hörist (1961–2007), Rektor des Päpstlichen Instituts Collegio Teutonico di Santa Maria dell’Anima von 2004 bis 2007